# Accord de libre-échange entre la Nouvelle-Zélande et le Royaume-Uni
L'accord de libre-échange entre la Nouvelle-Zélande et le Royaume-Uni est un accord de libre-échange signé le 1er mars 2022 entre la Nouvelle-Zélande et le Royaume-Uni. 

## Histoire
Un accord de principe est conclu le 20 octobre 2021 entre les deux parties.
L'accord a été signé le 1er mars 2022 à Londres. L'application de l'accord est prévu pour la fin 2022. L'accord est entré en application le 31 mai 2023.

## Contenu
L'accord vise à une diminution presque totale des droits de douane entre les deux ensembles. Il inclut notamment une réduction des droits de douane sur les vêtements, les chaussures, les autobus, les navires ou encore les engins de chantiers venant du Royaume-Uni et une réduction totale des droits de douane pour le vin, le miel, les oignons, les hokis ou les kiwi venant de Nouvelle-Zélande, dès le premier de son application. L'accord inclut également une diminution des droits de douane sur les exportations de viandes, notamment depuis la Nouvelle-Zélande vers le Royaume-Uni, de manière progressive via une augmentation des quotas libres de droits de douane sur 15 ans, ainsi qu'une diminution progressive, via une augmentation des quotas libres de droits de douane, sur le beurre et le fromage. L'accord inclut également une meilleure reconnaissance des diplômes des architectes et de avocats entre les deux pays.